# Marco Antonio Crético
Marco Antonio Crético  (m. c. 71 a. C.) fue un político y militar romano de la etapa final de la República (siglo I a. C.).

## Familia
Era miembro de la familia plebeya de los Antonios (gens Antonia), hijo del destacado orador Marco Antonio el Orador, y contrajo matrimonio con Julia, con la cual tuvo tres hijos: Cayo, Lucio y Marco, el célebre general y político del Segundo Triunvirato.

## Carrera pública
Fue elegido pretor en el año 74 a. C. y al año siguiente obtuvo el excepcional mandato (similar al que fuera concedido a su padre tres décadas antes y el mismo que obtuvo Pompeyo por la Ley Gabinia algunos años más tarde) de limpiar el Mediterráneo de la amenaza de la piratería, y de ese modo poder apoyar sin riesgos las operaciones militares contra Mitrídates VI del Ponto.
Crético no sólo fracasó en esta tarea, sino que además cometió pillaje sobre las provincias que en teoría debía proteger de este tipo de acciones. Atacó a los cretenses, quienes habían pactado una alianza con los piratas, pero fue totalmente derrotado, perdiendo la mayoría de sus navíos. Sólo se salvó a sí mismo de esa derrota, firmando un tratado totalmente desfavorable, motivo por el cual obtuvo su sarcástico cognomen «Crético». Crético murió poco después en Creta en torno a 71 a. C.; todos los autores coinciden en destacar su avaricia y su incompetencia.[cita requerida]